# Maurice Farman

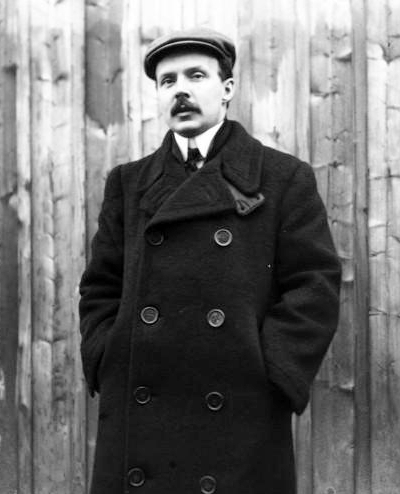
Maurice Farman (1909)

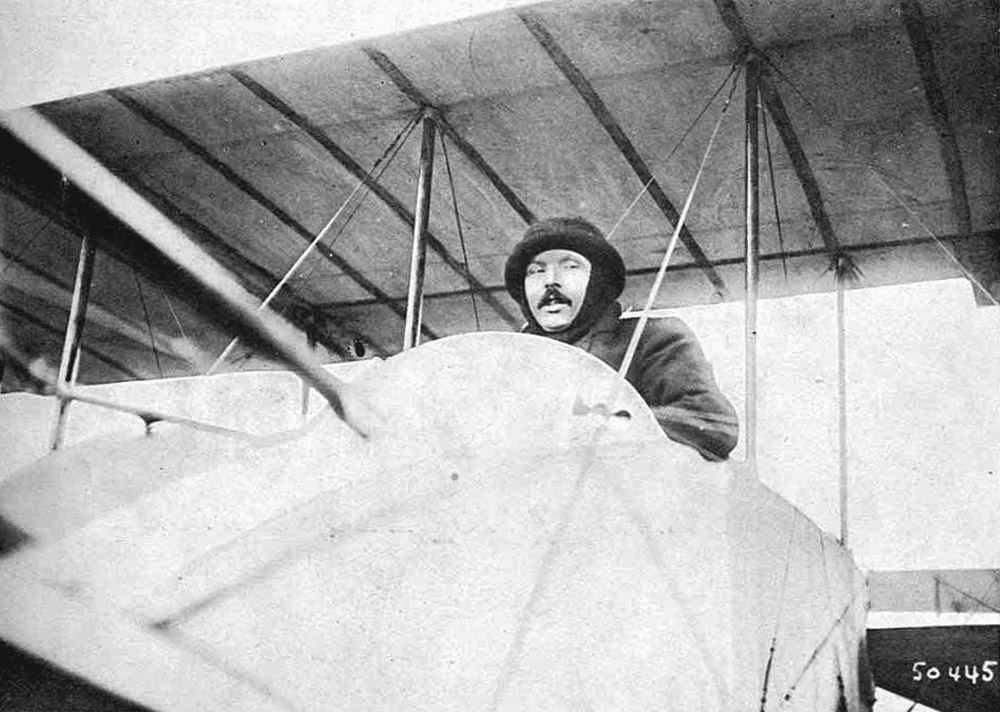
Farman als Pilot (1909)

Maurice Alain Farman (* 21. März 1877 in Paris; † 25. Februar 1964 in Nizza) war ein französischer Bahnradsportler, Automobilrennfahrer, Luftfahrtpionier und Unternehmer.

## Werdegang
Maurice Farman war der Sohn eines englischen Zeitungskorrespondenten in Paris und verbrachte fast sein ganzes Leben in Frankreich. 1894 wurde Farman, der zusammen mit seinem Bruder Henri auch Fahrräder baute, französischer Meister im Sprint. Gemeinsam mit Henri bildete er ein starkes Tandemgespann. 1901 gewann er auf einem Panhard das Autorennen Grand Prix de Pau. 1902 siegte er im Autorennen Circuit du Nord. 1909 erhielt er einen französischen Flugschein mit der Nummer sechs.
Nach seiner Radsportkarriere gründete Maurice Farman gemeinsam mit seinem Bruder das Unternehmen Farman zur Produktion von Automobilen und Flugzeugen. Die beiden Brüder arbeiteten selbständig am Design und arbeiteten in der Produktion zusammen; der dritte Bruder Dick arbeitete in der Verwaltung des Unternehmens. Maurice Farman experimentierte auch mit Telegraphie und Telefonen in Flugzeugen. 1936 wurde die französische Luftfahrtindustrie nationalisiert, und Farman setzte sich zur Ruhe.